# Micaria porta
Espèce
Micaria porta est une espèce d'araignées aranéomorphes de la famille des Gnaphosidae.

## Distribution
Cette espèce se rencontre au Mexique au Coahuila et aux États-Unis au Nouveau-Mexique, en Arizona, au Nevada, en Utah, au Colorado, au Wyoming, en Idaho et au Dakota du Nord,,.

## Description
Les mâles mesurent 3,23 mm en moyenne et les femelles 3,67 mm.

## Publication originale
- Platnick & Shadab, 1986 : A revision of the American spiders of the genus Micaria (Araneae, Gnaphosidae). American Museum novitates, no 2916, p. 1-64 (texte intégral).